# Rede de Informações para o Terceiro Setor
Rede de Informações para o Terceiro Setor, também conhecida como RITS é uma organização não governamental (ONG) brasileira que trabalha para o fortalecimento de organizações da sociedade civil, uso de tecnologias de comunicação e informação e de redes de organizações. É uma organização privada, autônoma e sem finalidade lucrativa, detentora de título de Oscip - Organização da Sociedade Civil de Interesse Público e de status consultivo especial junto ao Conselho Econômico e Social (Ecosoc) da Organização das Nações Unidas (ONU).
- http://www.rits.org.br Em falta ou vazio |título= (ajuda)